# マリー・テレーズ・ド・ショワズール
マリー＝テレーズ・ド・ショワズール＝スタンヴィル（Marie-Thérèse de Choiseul-Stainville, 1767年 - 1794年7月27日）は、フランスの貴族女性。モナコ公家に嫁ぎ、マリー＝テレーズ・ド・モナコ（Marie-Thérèse de Monaco）と名乗った。フランス革命の恐怖政治下に処刑された最後の囚人の1人となった。

## 生涯
ジャック・フィリップ・ド・ショワズール＝スタンヴィル公爵と妻トマス＝テレーズ・ド・クレルモン＝ダンボワーズの間の次女。エティエンヌ・フランソワ・ド・ショワズール公爵は父方伯父。1782年モナコ公オノレ3世の次男ジョゼフ・ド・モナコ公子と結婚、幸福な結婚生活の中で3人の娘に恵まれた。
1793年2月14日、国民公会がラザール・カルノーの建言を受けてモナコを併合すると、モナコ公家の成員は自動的にフランス市民となった。ローマに滞在していたテレーズは、財産の保全目的と国外逃亡者の誹りを受けないようにとの配慮からパリに戻った。当局に拘束されるが、一旦は釈放される。しかし夫の公子に反革命の嫌疑がかかったことから、モナコ公家一族は危険視されるようになる。実際、公子はヴァンデの反乱に加担していた。
1793年9月17日に成立した反革命容疑者法により、テレーズは舅や義兄の公世子夫妻と反革命の陰謀の嫌疑で当局に逮捕された。テレーズはパンテモン修道院に隠れていたところを拘束され、ラ・フォルス監獄に収容された。彼女は待遇の悪いこの監獄からの移送を求め、デ・ザングレーズ監獄を経てサント＝ペラジー監獄に移された。1794年7月初旬、判事ルネ＝フランソワ・デュマにより死刑判決を受けた。当初は妊娠していると主張して革命裁判所附属病院に送られたが、同院での診察で妊娠は虚偽と判明する。彼女は判事アントワーヌ・フーキエ＝タンヴィルに宛てた手紙の中で、自分は死を恐れて虚偽の申告をしたのではなく、自分の娘らに記念品として贈るつもりの自分の遺髪を、死刑執行人ではなく自分の手で切り取る時間を稼ぐためだった、と述べている。公女は死刑前日にフーキエ＝タンヴィルとの面会を求めて一日中彼のオフィスの待合室にいたが、面会を拒まれたという 。
テレーズは恐怖政治が終焉を迎えるテルミドールのクーデター当日に処刑された。公女は他の3人の女性死刑囚と共にギロチンにかけられ、4人中3人目に刑を執行された。彼女は護送車に乗って監獄を離れる際、看守に向かって次のような言葉を放った。

## 子女
- オノリーヌ（1784年 - 1879年） - 1803年ラ・シャルス侯爵ルネ＝ルイ＝ヴィクトル・ド・ラ・トゥール・デュ・パン（フランス語版）と結婚、子孫あり
- アテナイス（1786年 - 1860年） - 1814年ルーヴロワ侯爵及びトネール伯爵ルイ・ル・テリエと結婚、子孫なし
- デルフィーヌ（1788年 - ?） - 夭折

長女オノリーヌ・ド・モナコの子孫は、潜在的なモナコ公位継承権を有している。

## 引用・脚注
1. ↑  Société d'archéologie et d'histoire de la Manche (1904). Notices, mémoires et documents publiés par la Société d'agriculture, d'archéologie et d'histoire naturelle du département de la Manche. Imprimerie d'Elie fils (Saint-Lô) 2019年2月20日閲覧。
2. 1 2 3 4  ブラン、P130。
3. 1 2 3  Anne Edwards, The Grimaldis of Monaco, 1992
4. ↑  ブラン、P131。
5. ↑  Kalmar, Pierre (2017). Une comtesse des ténèbres - Les tiroirs de la comtesse Caroline de Choiseul ... 2019年2月20日閲覧。
6. ↑  ブラン、P129。
7. 1 2  ブラン、P133。